# قازان‌چی (آق‌دام)
قازان‌چی (ارمنی: Ղազանճի؛ ترکی آذربایجانی: Qazançı) یک منطقهٔ مسکونی در جمهوری آرتساخ است که در استان مارتاکرت واقع شده‌است.